# Tinus van der Pijl
Martinus (Tinus) van der Pijl (Rotterdam, 17 mei 1912 – 29 juli 1995) was een Nederlands voetbalcoach.
Van der Pijl werd geboren als zesde kind van Johanna van den Berg en Martinus van der Pijl. Laatstgenoemde was bootwerker van beroep. Als speler kwam Van der Pijl uit voor Fortuna Vlaardingen. Daar begon hij als jeugdtrainer. Zes jaar was hij assistent; bij Sparta Rotterdam onder Toon van den Enden en bij HBS onder Bill Marsden, Ron Dellow en Max Merkel. Van der Pijl fungeerde in het seizoen 1949/50 vanaf november als interim-trainer van HBS toen Marsden vanwege gezondheidsredenen naar Engeland was teruggekeerd. In het seizoen 1954/55 trainde hij VFC. Van 1955 tot 1957 was hij hoofdtrainer van HBS. In die periode trainde hij ook BPM (The Shell Boys, Vlaardingen), de amateurs van het westelijk district, in 1956 eenmalig het Nederlands amateurvoetbalelftal en zeven keer het team van De Zwaluwen.
Hij trainde vanaf 1957 drie seizoenen Hermes DVS in de Eerste divisie. Vervolgens was hij op datzelfde niveau actief bij Veendam. Tussen 1962 en 1965 was Van der Pijl trainer van GVAV in de Eredivisie. In het seizoen 1963/64 werd hij vanwege ziekte enige tijd waargenomen als trainer van GVAV door eerst Jaap Plenter en vanaf oktober door Wim de Bois.. In maart 1965 werd in goed overleg besloten om zijn contract niet te verlengen. Vervolgens was hij twee seizoenen trainer van RCH waarmee hij in 1966 van de Tweede divisie naar de Eerste divisie promoveerde. Van der Pijl trainde drie seizoenen RBC dat in 1969 van de Eerste naar de Tweede divisie degradeerde. Vervolgens keerde hij in 1970 voor drie seizoenen terug bij HBS. Met de club degradeerde hij in 1971 van de tweede naar de derde klasse en in 1972 stapte hij op.